# Perivale
Perivale – stacja londyńskiego metra położona w północno-zachodniej części miasta, na trasie Central Line pomiędzy stacjami Greenford a Hanger Lane. Znajduje się w dzielnicy Perivale w gminie London Borough of Ealing, w czwartej strefie biletowej.
Linie kolejowe Great Western Railway otworzyły stację "Perivale Halt" 2 maja 1904 roku. Obecna stacja London Underground została otwarta 30 czerwca 1947 roku. Budynek stacji jest jednym z 16 stacji metra w Londynie umieszczonych 26 lipca 2011 roku na liście zabytków.
Stację obsługuje linia autobusowa 297.

## Galeria

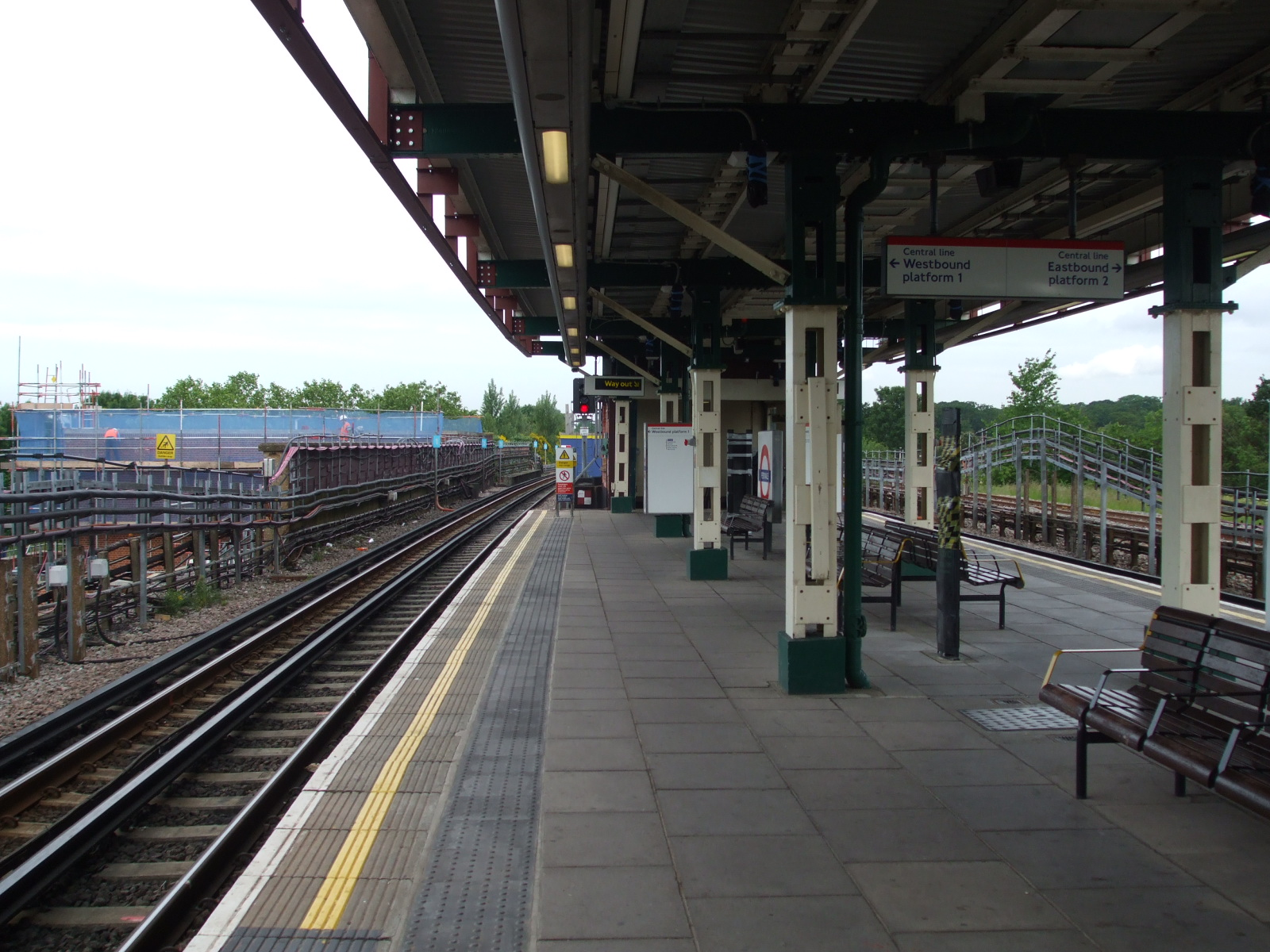
Peron w kierunku zachodnim
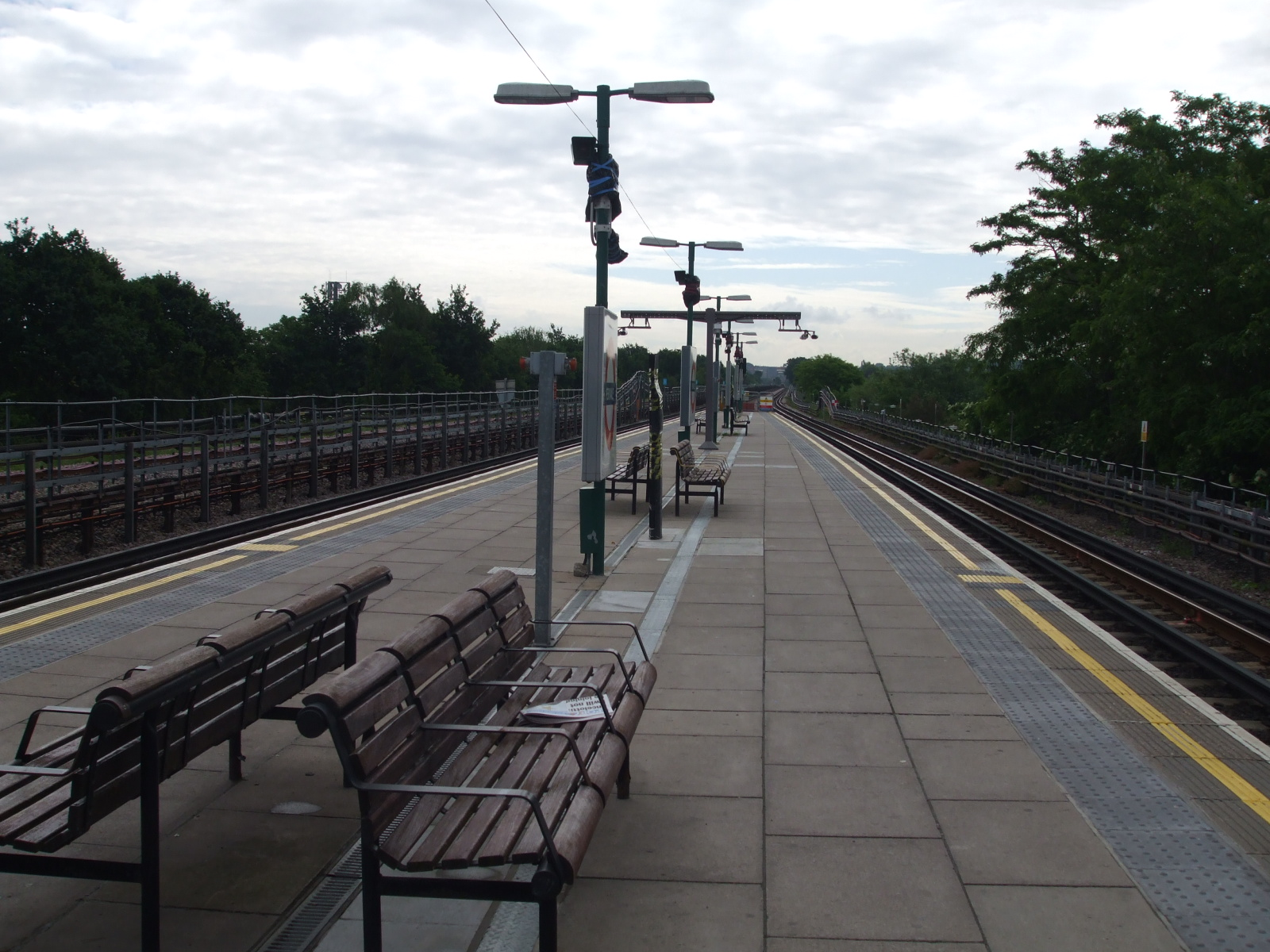
Peron w kierunku wschodnim
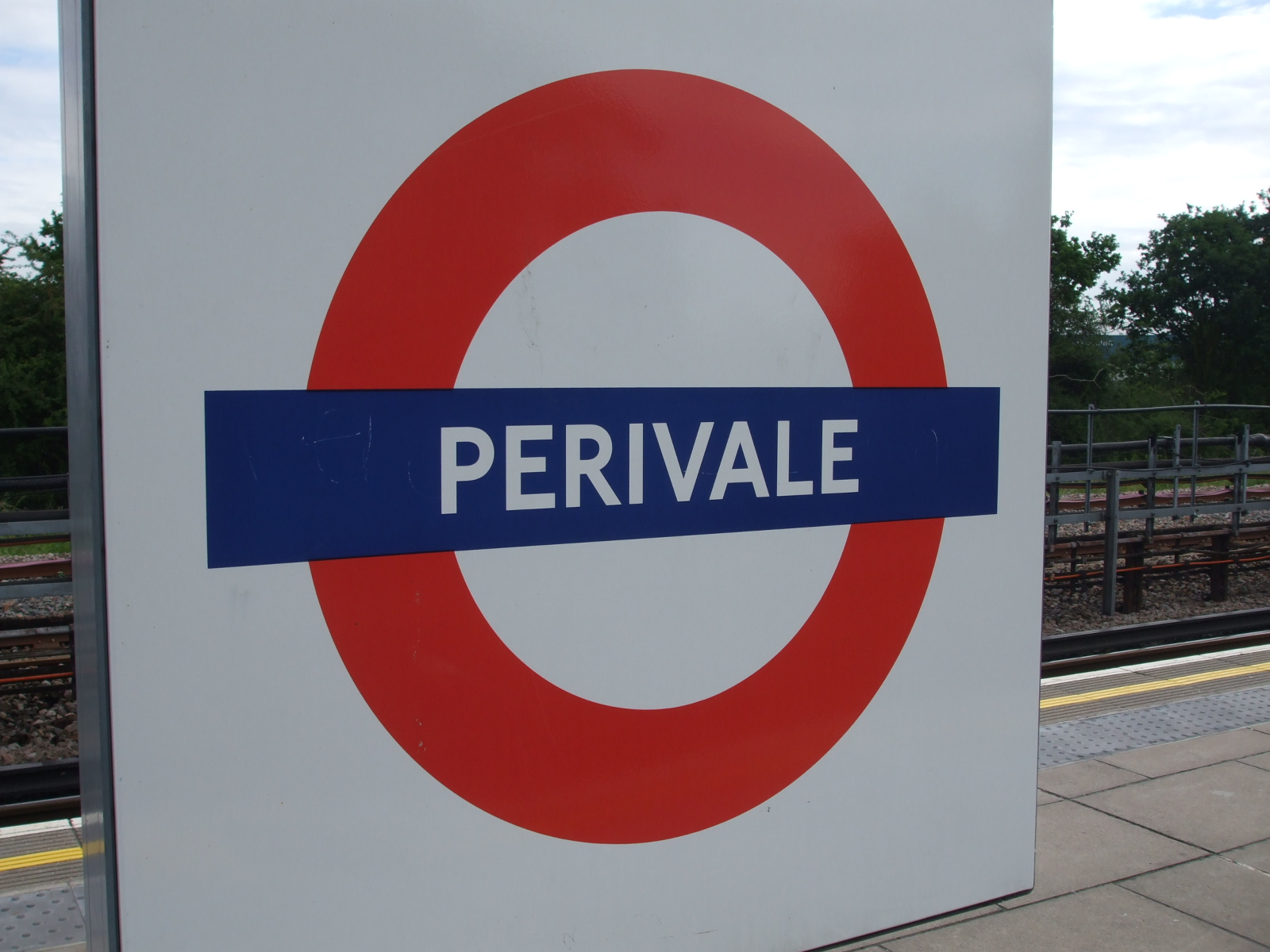
Symbol stacji